# Križan deček
Križan deček (rusko Распятый мальчик, latinizirano: Raspjatyj mal'čik) je protiukrajinska lažna novica, ki jo je 12. julija 2014 med vojno v Donbasu prvi razširil ruski državni medij Pervij kanal.
Zgodbo je 9. julija 2014 prvič objavil ruski skrajno desni filozof Aleksander Dugin. Nato je bila razširjena prek medijev. Zgodba je govorila o javnem križanju triletnega dečka, ki naj bi ga izvedli ukrajinski vojaki na »Leninovem trgu« v Slovjansku in naj bi jo povedala prebivalka Slovjanska Galina Pišnjak. Zgodba je postala en izmed najbolj odmevnih primerkov ruskih lažnih novic in simbol absurdnosti ruske propagande.
Namen širjenja zgodbe je bila odvrnitev pozornosti od umika Donecke ljudske republike iz Slovjanska in ruskega čezmejnega obstreljavanja Ukrajine.

## Zgodba
Zgodbo je objavil Pervij kanal 12. julija 2014 zvečer pod naslovom »Begunka iz Slovjanska se spominja, kako je bil pred njo bil usmrčen njen mlad sin in žena miličnika«. V prispevku Galina Pišnjak, ki se predstavi kot prebivalka Slovjanska, ki prihaja iz Zakarpatije, govori o domnevnih dogodkih, ki so se zgodili direktno po ukrajinski zmagi v Slovjansku.
Galina Pišnjak je rekla: »Center mesta. Leninov trg. Naš trg mestne uprave je edini trg, kjer lahko zberemo vse ljudi. Na trgu so bile zbrane ženske, ker moških ni več bilo. Ženske, dekleta, stari ljudje. In temu se reče javna usmrtitev. Vzeli so triletnega otroka, majhnega dečka v gatah in kratki majici, kot Jezus, in ga pribili na oglasno desko. En je pribijal, dva sta ga držala. In vse to pred očmi matere. Mati so držali. In mati je gledala kako je otrok krvavel. Kriki. Cviljenje. In potem so naredili vreze, da bi otrok trpel. Potem, ko je otrok trpel uro in pol ter umrl, so vzeli mati in jo nezavestno privezali na tank in jo trikrat vlekli okoli trga. In obseg trga je kilometer.«
V televizijski zgodbi so se pojavile še mnoge reference o »nacistih« in označevanje ukrajinske vojske kot »hujše od fašistov«.
Zgodba se je v nekoliko drugačni obliki že pred tem pojavila na družabnih omrežjih. Aleksander Dugin je 9. julija 2014 na Facebooku v objavi pisal o križanju 6-letnega dečka v Slovjansku ter o usmrtitvi vseh moških pod 35 let. 11. julija je podobno zgodbo objavila skupnost »Strelkova poročila« na družbenem omrežju VKontakte.

## Preiskava
Preiskovalni novinarji ruskih medijev Novaja Gazeta in TV Rain, so obiskali Slovjansk in niso našli nobenih dokazov o tej zgodbi. O dogodku niso našli nobenega avdio ali video dokaza, kar je nenavadno, saj so bila dejanja ukrajinske vojske v Slovjansku v tem časovnem obdobju podrobno dokumentirana. Avtorici posnetka na Pervij kanal, Olga Musafirova in Viktorija Makarenko, nista želeli odgovoriti na vprašanja novinarjev Novaja gazeta.
BBC News je izpostavil očitno laž v zgodbi - v Slovjansku ni »Leninovega trga«.
Galina Pišnjak, ki je povedala zgodbo, je bila resnična prebivalka Slovjanska. Njen mož je bil del Berkuta, kasneje pa se je pridružil proruski vojaški enoti, ki jo je vodil Igor Girkin »Strelkov« (ruski državljan, ki je z neoznačenimi vojaki v Slovjansku sprožil vojno v Donbasu).

## Sledeči dogodki
Zgodba je postala znan primer dezinformacij ali lažnih novic, ki so »postale standard« za sodobne ruske množične medije. Zgodba je bila označena za »dobro propagando«, saj je bila sproducirana za televizijo in je imela čustven naboj ter je postala »sinonim za novinarske ponaredke«. Širjenje novice o »križanem dečku« je bilo kasneje uporabljeno za statistično analizo širjenja lažnih informacij na družbenih omrežjih in spletnih iskalnikih.
Galina Timčenko, nekdanja urednica ruskega novičarskega portala Lenta.ru, je zgodbo označila za grobo kršitev poklicne etike s strani vodilnih ruskih televizijskih kanalov. Ruski opozicijski voditelj Aleksej Navalni je zaradi širjenja zgodbe Pervij kanal označil za »norega«. Opozicijski voditelj Boris Nemcov je lažno novico označil za poskus manipulacije naivnih ljudi v podporo vojne proti Ukrajini.
Medij pod nadzorom Kremlja, Russia Today (danes RT), je obširno širila lažno novico z besedami »Kijevska vojska zdaj dobesedno križa dojenčke v mestih in matere sili gledati«. Kasneje je objave o tej temi izbrisala iz svoje spletne strani in zanikala, da je to zgodbo kadarkoli širila. Kljub temu je večina kopij njihovega poročanja ostala na spletu.
Pervij kanal, ki je prvi širil to zgodbo, jo je 21. decembra 2014 uradno umaknil ter trdil, da je le navajal domnevno poročilo očividca. Tri dni pred tem je novinarka tega medija med novicami rekla: »Novinarji niso in nimajo nobenih dokazov o tej tragediji ampak to je resnična zgodba resnične ženske, ki je ušla peklu v Slovjansku.«
Aprila 2021 je TV kanal TV Rain med segmentom o lažnih novicah pokazal intervju z Galino Pišnjak, v katerem je potrdila, da je zgodba prišla od nje, hkrati pa priznala da jo je slišala prek govoric in da obžaluje posledice, ki jih je zaradi tega utrpela ter da v Rusiji z njo ravnajo zelo slabo, ko izvedo da je begunka.
Ruski mediji so podobno zgodbo začeli širiti aprila 2021, tokrat naj bi ukrajinsko brezpilotno letalo ubilo dečka v vasi Oleksandrivsk. Preiskovalni novinarji so ugotovili, da je otrok dejansko umrl zaradi eksplozije mine, ki jo je v garaži hranil vaščan.

### Knjige
- Skillen D. The normalisation of lying - Living with the lies // Freedom of Speech in Russia: Politics and Media from Gorbachev to Putin.—Routledge, 2016.—372 p.—(BASEES/Routledge Series on Russian and East European Studies).—ISBN 9781317659884.
- Van Herpen M. H. The "Hybrid War" in Ukraine: From Misinformation to Disinformation // Putin's Propaganda Machine: Soft Power and Russian Foreign Policy.—Rowman & Littlefield, 2015.—336 p.—ISBN 9781442253629.
- Snyder T. Learn from peers in other countries // On Tyranny: Twenty Lessons from the Twentieth Century.—Random House, 2017.—128 p.—ISBN 9781473549296.
- Nalbandov R. Fear and Loathing in Russian Political Culture // Not by Bread Alone: Russian Foreign Policy Under Putin.—University of Nebraska Press, 2016.—648 p.—ISBN 9781612348001.
- Monshipouri M. Social media Kyivs Euromaidan and demands // Information Politics, Protests, and Human Rights in the Digital Age.—Cambridge University Press, 2016.—326 p.—ISBN 9781107140769.
- Conradi P. "You do it too" // Who Lost Russia?: How the World Entered a New Cold War.—Oneworld Publications, 2017.—400 p.—ISBN 9781786070425.
- Ostrovsky A. Epilogue: Aerial Combat // The Invention of Russia: The Journey from Gorbachev's Freedom to Putin's War.—Atlantic Books Ltd, 2015.—400 p.—ISBN 9781782397410.
- David Satter. A System Under Threat // The Less You Know, The Better You Sleep: Russia's Road to Terror and Dictatorship under Yeltsin and Putin.—Yale University Press, 2016.—224 p.—ISBN 9780300221145.